# Trašijangce dzong
Trašijangce dzong  (Trashiyangtse) ali tudi Dongdi dzong je samostanska trdnjava (dzong) ter budistični samostan v vzhodnem delu Butana na strmem grebenu nad sotočjem rek Dongdi Čhu in Kholong Čhu, 4 km od mesteca Trashiyangtse. Ima tudi psevdonim Dzong Manma ('stari dzong'). Današnji dzong je bil zgrajen v 15. stoletju na ruševinah predhodnega Dongdi Dzonga, ki je najstarejši samostan v vzhodnem Butanu. Starejša trdnjava in samostan naj bi bil zgrajen že v 9. stoletju.   

## Zgodovina
Dzong Trašijangtse v sedanjem izgledu je zgradil Terton Pema Lingpa v 15. stoletju, na ruševinah predhodnega Dongdi Dzonga, ki je najstarejši samostan v vzhodnem Butanu. Starejši kompleks naj bi bil zgrajen že v 9. stoletju. Ta prvi dzong je zgradil Gongkar Gyalpo, sin Lhasey Tshangma. Ta prvi samostan je bil zaradi tibetanske invazije in odselitve plemena Donglum sčasom opuščen in prepuščen propadu. Nova trdnjava in samostan, ki jo je zgradil Terton Pema Lingpa, je bil obnovljen leta 1975 in 2005, ko ga je ponovno posvetil njegova svetost Je Khenpo, Trulku Džigme Čoeda.  

## Značilnosti
Arhitektonsko je trdnjava trinadstropni dzong, v katerem je glavni kip Čučizhej Lhakhang (Avaloketešvara z 11 obrazi), ki je v tretjem nadstropju. Po legendi je ta kip našla stara ženska (Shali Teng), ki je bivala v bližini trdnjave. Pritličje se je uporabljalo za skladišče, nato za pisarne, sedaj pa v glavnem za bivalne prostore menihov. Drugo nadstropje se je za časa administracije dungkhaga (okraja) uporabljalo za pisarne, sedaj pa za bivanje menihov in učiteljev. 
Somostan je znan tudi po svojih svetih spisih, Sungten Kanjur, ki imajo 100 izvodov, katerih prva stran je tiskana z zlatom. Dzong ima tudi Terphur (zakladni meč) in Dam Lung, ki ga je podaril Terton Pema Lingpa. 